# Втрати 10-го окремого танкового батальйону (РФ)
У статті наведено подробиці поіменних втрат 10 ОТБ,  збройного формування 1-го армійського корпусу окупаційних військ РФ на Донбасі.

## Війна на сході України
| п/п | Прізвище, ім'я, по-батькові         | Звання/посада                                | Місце смерті | Дата народження | Дата смерті |
| --- | ----------------------------------- | -------------------------------------------- | ------------ | --------------- | ----------- |
| 1.  | Мілов Олександр Геннадійович        | механік-водій танку                          | ДАП          | 18.07.1969      | 28.09.2014  |
| 2.  | Подопригора Володимир Володимирович | командир танку                               | ДАП          | 03.12.1985      | 28.09.2014  |
| 3.  | Савенков Андрій Вікторович          | навідник танку                               | ДАП          | 01.07.1971      | 28.09.2014  |
| 4.  | Федоренко Андрій Андрійович         | майор, заступник командира батальйону        |              | 28.09.1961      | 03.12.2014  |
| 5.  | Прохорик Георг Миколайович          | розвідник-снайпер                            | Мар'їнка     | 22.07.1982      | 28.01.2015  |
| 6.  | Альфьоров Микола Миколайович        | лейтенант, командир 3-ї танкової роти        | Вуглегірськ  | 18.05.1963      | 29.01.2015  |
| 7.  | Гадельшин Євген Валерійович         | кулеметник мотострілецької роти              | Вуглегірськ  | 08.11.1982      | 29.01.2015  |
| 8.  | Ганненко Сергій Євгенович           | лейтенант, командир взводу                   | Вуглегірськ  | 04.04.1977      | 29.01.2015  |
| 9.  | Демінов Олександр Олександрович     | заступник командира взводу                   | Вуглегірськ  | 07.07.1973      | 29.01.2015  |
| 10. | Дубина Юрій Георгійович             | фельдшер                                     | Вуглегірськ  | 11.04.1960      | 29.01.2015  |
| 11. | Тітов Станіслав Валерійович         | старший сержант, командир відділення         | Вуглегірськ  | 16.12.1980      | 29.01.2015  |
| 12. | Шепельов Анатолій Валерійович       | старший сержант, командир танку              | Вуглегірськ  | 25.01.1970      | 29.01.2015  |
| 13. | Нирков Роман Вікторович             | лейтенант, командир 3 взводу 1 танкової роти | Вуглегірськ  | 06.03.1977      | 30.01.2015  |
| 14. | Безруков Тарас Миколайович          |                                              | Вуглегірськ  | 21.03.1977      | 31.01.2015  |
| 15. | Забара Роман Валерійович            | лейтенант                                    | Вуглегірськ  | 20.11.1980      | 31.01.2015  |
| 16. | Косяков Павло Вікторович            | сержант, командир бойової машини             | Вуглегірськ  | 16.03.1985      | 31.01.2015  |
| 17. | Олейниченко Сергій Валерійович      | навідник                                     | Вуглегірськ  | 08.01.1977      | 31.01.2015  |
| 18. | Погосян Карім Радикович             | лейтенант, командир взводу розвідки          | Вуглегірськ  | 18.03.1987      | 31.01.2015  |
| 19. | Шаталов Олександр Миколайович       | молодший сержант                             | Вуглегірськ  | 12.12.1980      | 31.01.2015  |
| 20. | Борисов Олександр Валерійович       | лейтенант                                    | Вуглегірськ  | 04.12.1979      | 19.02.2015  |
| 21. | Васильєв Антон Анатолійович         |                                              |              | 26.06.1986      | 23.02.2017  |
| 22. | Марчук Олександр Іванович           | старший лейтенант                            |              | 30.04.1964      | 09.07.2017  |
| 23. | Гутченко Олександр Сергіойович      |                                              |              | 09.10.1988      | 16.11.2017  |
| 24. | Алієв Іман Імамвеврдієвич           |                                              |              | 03.02.1986      | 17.04.2018  |
| 25. | Атаман Роман Дмитрович              |                                              | Єнакієве     | 06.02.1970      | 20.10.2018  |
| 26. | Чучин Олександр Григорович          | рядовий                                      | Донецьк      | 24.11.1983      | 08.01.2019  |
| 27. | Скляров Сергій Васильович           |                                              |              | 23.05.1962      | 29.07.2020  |
| 28. | Мельников Роман Ігорович            |                                              | Донецьк      | 10.04.1974      | 13.07.2021  |